# イ・ジョンウン
イ・ジョンウン（李　貞銀　Lee Jung-Eun、1988年4月9日 - ）は、韓国出身の柔道選手。階級は78kg超級。

## 人物
2007年のユニバーシアード無差別で2位になると、2009年のユニバーシアードでは78kg超級で2位となった。2010年にはワールドカップ・ウランバートルで国際大会初優勝を飾った。しかし、2012年のロンドンオリンピックには国内のこの階級により活躍していた金ナ永がいたために出場できなかった。2013年にはアジア選手権で優勝した。世界選手権では準々決勝で田知本愛に払腰で敗れたものの、その後敗者復活戦を勝ち上がって3位となった。2014年の世界選手権は初戦で敗れた。

## 主な戦績
※階級表記のない大会は全て78kg超級での成績（JudoInside.com）
- 2003年 - アジアジュニア 3位
- 2007年 - アジア選手権 78kg超級 3位 無差別 3位
- 2007年 - ユニバーシアード 無差別 2位
- 2008年 - 韓国国際 2位
- 2009年 - ユニバーシアード 2位
- 2009年 - ワールドカップ・スウォン 3位
- 2010年 - グランプリ・チュニス 3位
- 2010年 - グランドスラム・モスクワ 5位
- 2010年 - ワールドカップ・ウランバートル 優勝
- 2011年 - ワールドカップ・ウランバートル 2位
- 2011年 - ワールドカップ・チェジュ 3位
- 2012年 - グランプリ・デュッセルドルフ 5位
- 2013年 -　アジア選手権 優勝
- 2013年 - ワールドマスターズ 7位
- 2013年 - ユニバーシアード 5位
- 2013年 - 世界選手権 3位
- 2013年 - グランドスラム・東京 7位
- 2013年 - グランプリ・チェジュ 2位
- 2014年 - グランドスラム・チュメニ 2位